# Thomas Gresham
Thomas Gresham (c. 1519—21 de novembro de 1579) foi um comerciante e financista inglês o qual serviu como agente do rei Eduardo VI da Inglaterra e de sua meia-irmã, a rainha Elizabeth I da Inglaterra.

## Na ficção
- Gresham aparece como figura secundária numa série de romances de mistério escritos pela autora britânica Valerie Anand (sob o pseudônimo de Fiona Buckley). A heroína ficcional das histórias, Ursula Blanchard, viveu em Antuérpia com seu primeiro marido enquanto este trabalhava como agente de Gresham.

- Gresham também aparece como personagem central do livro On London River: A Story of the Days of Queen Elizabeth de Herbert Strang (Oxford University Press, 1936).